# Clara Samuell
Clara Samuell (* 29. August 1857 bei Manchester; † 9. Januar 1920 in London) war eine britische Mezzosopranistin und Musikprofessorin.

## Leben
Clara Samuell wurde als Tochter von George Simpson Samuell und dessen Ehefrau Alice Clague in der Nähe von Manchester geboren. Sie begann ihre musikalische Ausbildung in Manchester bei Henry Wilson. 1874 debütierte sie dort mit der Guinevere von Arthur Sullivan. Danach studierte sie bei Sangiovanni in Mailand weiter, ehe sie das von Carl Rosa gestiftete Parepa-Rosa-Stipendium für die Royal Academy of Music in London gewann. Sie sang unter anderem 1884 im Chrystal Palace anlässlich der Louis-Spohr-Hundertjahrfeier. 1898 trat sie mit Isidor Cohn in der Steinway Hall auf. Sie lehrte Gesang an der Royal Academy of Music. Sie war eine der Hauptsängerinnen beim Händel-Festival 1897 im Chrystal Palace.
Ab dem 28. Dezember 1880 war sie mit dem Organisten Henry Robert Rose aus Bedford verheiratet. Oft trat das Ehepaar gemeinsam auf. Clara Samuell starb nach einer Operation in London, wurde aber in Bedford auf dem Friedhof in der Foster Hill Road bestattet, wo 1911 auch ihr Ehemann beigesetzt worden war. Aus der Ehe mit Rose waren die Tochter Nina, die ebenfalls Sängerin wurde, und der Sohn Robert hervorgegangen.